# Canto a la tirolesa
El yodel —en alemán, del austro-bávaro, jodeln (pronunciado [ˈjoːdl̩n]), que significa «pronunciar la sílaba 'jo'»— es una forma de canto en la que el intérprete efectúa cambios bruscos en el tono de su registro vocal, pasando rápidamente del tono grave de voz de pecho al tono agudo de falsete y viceversa, generando así un sonido melódico con característicos altibajos tonales. Su principio se remonta a los antiguos pastores alpinos, que utilizaban estos agradables cánticos para llamar a las ovejas y cabras.
Es un canto sin palabras que solo admite la gesticulación sonora. El nombre es onomatopéyico y procede de las expresiones sin significado (jitanjáforas) que el cantante utiliza, como «hodaro» (la h nunca es muda sino siempre es aspirada o, en todo caso, sonora semejante a la j española), yohodraehó, iohodraehó, holadaittijô, y otras.
El canto a la tirolesa es típico de los países europeos de la región de los Alpes, donde constituye una importante tradición, pero se pueden hallar otros estilos de canto con una técnica similar en diferentes culturas en todo el mundo, como en los saami de Escandinavia y los pigmeos de África Central.

## Yodel en los Alpes
El canto a la tirolesa (o jodeln) es originario de los países alpinos (Suiza, Austria, Liechtenstein, sur de Alemania, sureste de Francia y norte de Italia). Fuera de la cordillera también existe en Alemania en la sierra del Harz (Baja Sajonia) y en el Erzgebirge. Su origen se encuentra en los gritos de llamada que los ganaderos de las montañas emitían para comunicarse con sus rebaños o con poblaciones vecinas. Estos cantos, con el tiempo, se convirtieron en una forma de expresión musical y pasaron a ser parte del folclore de la zona.
Una recopilación casi exhaustiva de canto a la tirolesa fue elaborada en 1902 por Josef Pommer en un libro titulado 444 Jodler und Juchezer.

## Yodel en otras culturas
Esta técnica vocal no se encuentra solo en los cantos alpinos. Otras tradiciones culturalmente muy distintas han desarrollado estilos afines. En la música tradicional de Georgia existe el krimanchuli, un canto ornamental en ostinato y sin significado que recuerda al jodeln. En África Central, los pigmeos emplean esta técnica para elaborar canciones polifónicas. Los pastores noruegos usan una llamada para el ganado, el külning, similar al canto.
Se emplea a menudo en las canciones norteamericanas de bluegrass y country, así como en el blues y el hillbilly. En jazz lo ha empleado Leon Thomas. El cantante de musica Soul Aaron Neville lo utilizaba con un estilo de vibrato muy inusual. 
Cantantes pop como Jewel, Shania Twain, Elizabeth Fraser (Cocteau Twins), Sinead O'Connor, Gwen Stefani, Dolores O'Riordan (The Cranberries), Alanis Morissette, Meredith Brooks, Sarah McLachlan, Avril Lavigne, Marina and the Diamonds, Andrea Corr,  Sheryl Crow, Shakira o Dido también han mostrado influencias del jodeln en sus respectivos estilos vocales.
Algunos vocalistas de grupos de rock como Thijs van Leer (Focus), Alex Band (The Calling), Chris Martin (Coldplay), Brett Anderson (Suede) y Kurt Cobain (Nirvana) han hecho uso del canto a la tirolesa en algunas de sus canciones.  El cantante indio Kishore Kumar, famoso en el mundo cinematográfico de Bollywood, canta en este estilo en algunas de sus canciones.
La marca mundial de duración de jodeln lo tiene un canadiense llamado Donn Reynolds que logró cantar durante 7 horas y 29 minutos.